# Eritrejski rat za nezavisnost
Eritrejski rat za nezavisnost (1. rujna 1961. – 29. srpnja 1991.) bio je sukob između etiopske vlade i eritrejskih separatista, prije i tijekom Etiopskog građanskog rata.
Rat je započeo, kada je eritrejska autonomija unutar Etiopije, gdje su već bile smještene vojne snage, jednostrano ukinuta. Eritreja je postala dio Etiopije nakon Drugog svjetskog rata, kada su oba teritorija oslobođena od talijanske okupacije. Etiopija je tvrdila, da je Eritreja dio Etiopije. Nakon marksističko-lenjinističkoga udara u Etiopiji 1974., koji je porušio staru monarhiju, Etiopljani su uživali podršku Sovjetskog Saveza do kraja 1980.-ih, kada je nakon politike glasnosti i perestrojke, službena Moskva prestala slati pomoć. 
Eritreju su podržavali: Kina, Libija, Sudan, Somalija i Kuba (do 1975.), a Etiopiju: Kuba (od 1975.), SSSR, Istočna Njemačka i Južni Jemen
Rat je trajao 30 godina sve do 1991., kada je Eritrejski narodnooslobodilački front (EPLF), pobijedio etiopske snage u Eritreji i preuzeo kontrolu nad zemljom. 
U travnju 1993., na referendumu, stanovnici Eritreje glasovali su gotovo jednoglasno u korist nezavisnosti s 99.79%. Formalno međunarodno priznanje samostalne i suverene Eritreje dogodilo se kasnije iste godine. 
Dvije glavne pobunjeničke skupine, Eritrejski oslobodilački front (ELF) i Eritrejski narodnooslobodilački front (EPLF) vodile su dva međusobna rata od 1972. do 1974. i od 1980. do 1981.